# Gimnastică la Jocurile Olimpice de vară din 2024 - Sol feminin
Proba feminină de gimnastică sol de la Jocurile Olimpice de vară din 2024 a avut loc în perioada 28 iulie-5 august 2024 la Palatul Sporturilor din Paris-Bercy din Paris, Franța.

## Program
Orele sunt ora Franței (UTC+1) 
| Data                    | Timp  | Etapă      |
| ----------------------- | ----- | ---------- |
| Duminică, 28 iulie 2024 | 09:30 | Calificări |
| Luni, 5 august 2024     | 15:00 | Finala     |

## Rezultate

### Calificări
| Loc | Gimnastă              | Dificultate | Execuție | Penalizare | Total  | Rezultat |
| --- | --------------------- | ----------- | -------- | ---------- | ------ | -------- |
| 1   | Simone Biles (USA)    | 6,8         | 7,900    | 0,100      | 14,600 | C        |
| 2   | Rebeca Andrade (BRA)  | 5,9         | 8,000    |            | 13,900 | C        |
| 3   | 🇹🇩 Ana Bărbosu ( ROU) | 5,8         | 8,066    |            | 13,866 | C        |
| 4   | Sabrina Voinea (ROU)  | 6,2         | 7,600    |            | 13,800 | C        |
| 5   | Alice D'Amato (ITA)   | 5,6         | 8,100    |            | 13,700 | C        |
| 6   | Ou Yushan (CHN)       | 5,6         | 8,066    |            | 13,666 | C        |
| 7   | Manila Esposito (ITA) | 5,7         | 7,933    |            | 13,633 | C        |
| 8   | Rina Kishi (JPN)      | 5,6         | 8,000    |            | 13,600 | C        |
| 8   | Ana Bărbosu (ROU)     | 5,6         | 8,000    |            | 13,600 | C        |
| 10  | Zhang Yihan (CHN)     | 5,5         | 8,033    |            | 13,533 | R1       |
| 11  | Júlia Soares (BRA)    | 5,4         | 8,100    |            | 13,500 | R2       |
| 12  | Jade Barbosa (BRA)    | 5,5         | 8,000    |            | 13,500 | –        |
| 13  | Angela Andreoli (ITA) | 5,8         | 7,700    |            | 13,500 | –        |
| 14  | Zhou Yaqin (CHN)      | 5,5         | 7,966    |            | 13,466 | –        |
| 15  | Ellie Black (CAN)     | 5,6         | 7,900    | 0,100      | 13,400 | R3       |

Doar două gimnaste din fiecare țară au putut avansa în finala de la sol.
Rezerve
Rezervele pentru finala la sol:
1. Zhang Yihan (CHN)
2. Júlia Soares (BRA)
3. Ellie Black (CAN)

### Finala
| Loc | Gimnastă              | Dificultate | Execuție | Penalizare | Total  |
| --- | --------------------- | ----------- | -------- | ---------- | ------ |
| 1   | Rebeca Andrade (BRA)  | 5,9         | 8,266    |            | 14,166 |
| 2   | Simone Biles (USA)    | 6,9         | 7,833    | 0,600      | 14,133 |
| 3   | Ana Bărbosu (ROU)     | 5,8         | 8,000    | 0,100      | 13,700 |
| 4   | Sabrina Voinea (ROU)  | 5,9         | 7,900    | 0,100      | 13,700 |
| 5   | Jordan Chiles (USA)   | 5,8         | 7,866    |            | 13,666 |
| 6   | Alice D'Amato (ITA)   | 5,6         | 8,100    | 0,100      | 13,600 |
| 7   | Rina Kishi (JPN)      | 5,7         | 7,566    | 0,100      | 13,166 |
| 8   | Ou Yushan (CHN)       | 5,6         | 7,700    | 0,300      | 13,000 |
| 9   | Manila Esposito (ITA) | 5,7         | 6,533    | 0,100      | 12,133 |

În urma unei contestații a echipei SUA, Jordan Chiles a primit un punctaj mai mare și medalia de bronz. Pe 10 august, Tribunalul de Arbitraj Sportiv a anulat contestația.